# Lamprima latreillii
Lamprima latreillii là một loài bọ cánh cứng trong họ Lucanidae. Loài này được W.S. MacLeay mô tả khoa học năm 1819.